# T-Mobile
T-Mobile International AG este o societate holding pentru mai multe filiale din domeniul comunicațiilor mobile ale Deutsche Telekom AG din exteriorul Germaniei. Are sediul în Bonn, Germania, iar filialele sale operează rețele de telefonie mobile GSM, UMTS și LTE în Europa, Statele Unite ale Americii, Puerto Rico și Insulele Virgine Americane.

## Legături externe
- Site oficial